# Euphorbia abdelkuri
Euphorbia abdelkuri es una especie de fanerógama perteneciente a la familia Euphorbiaceae.

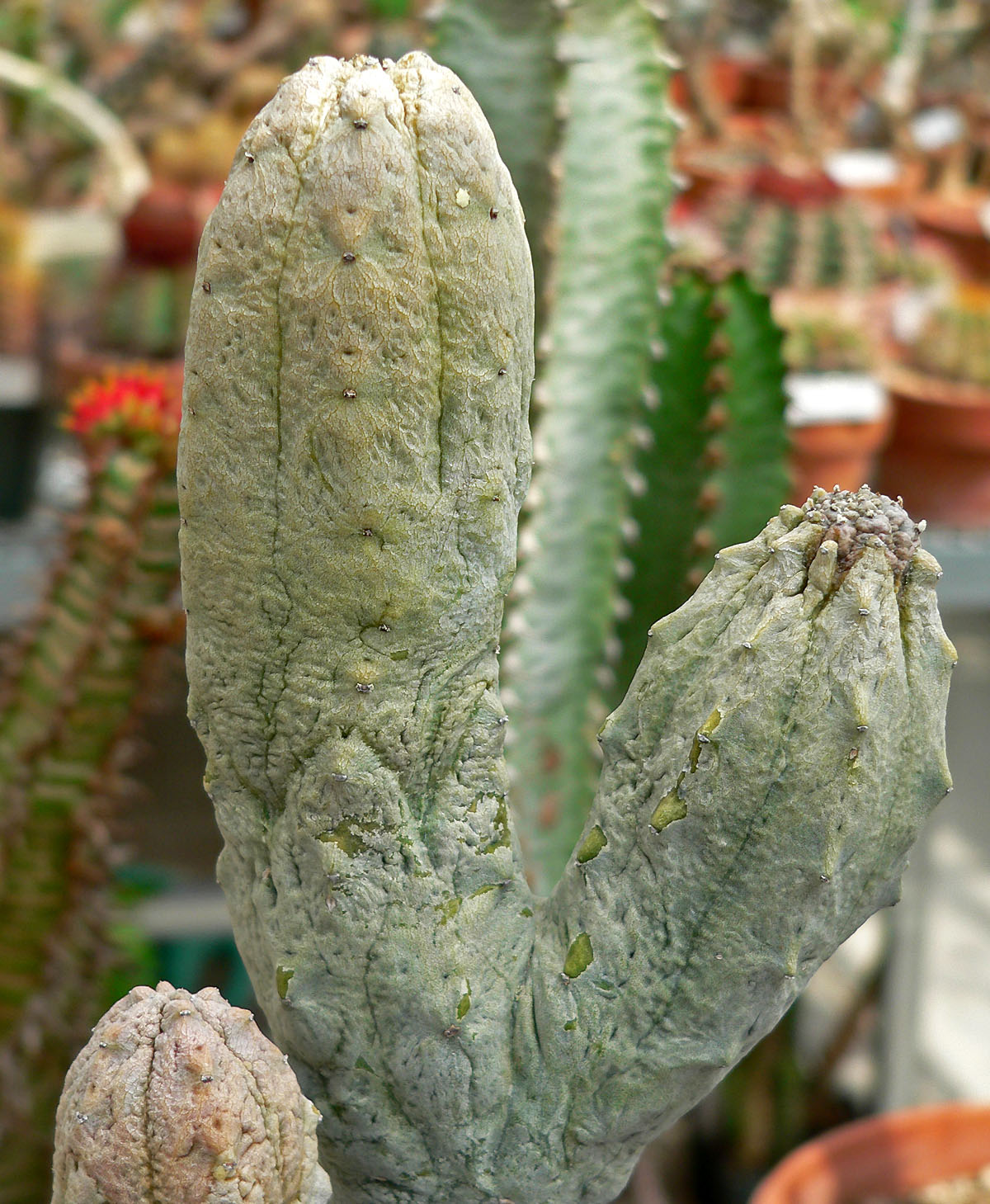
Detalle de la planta

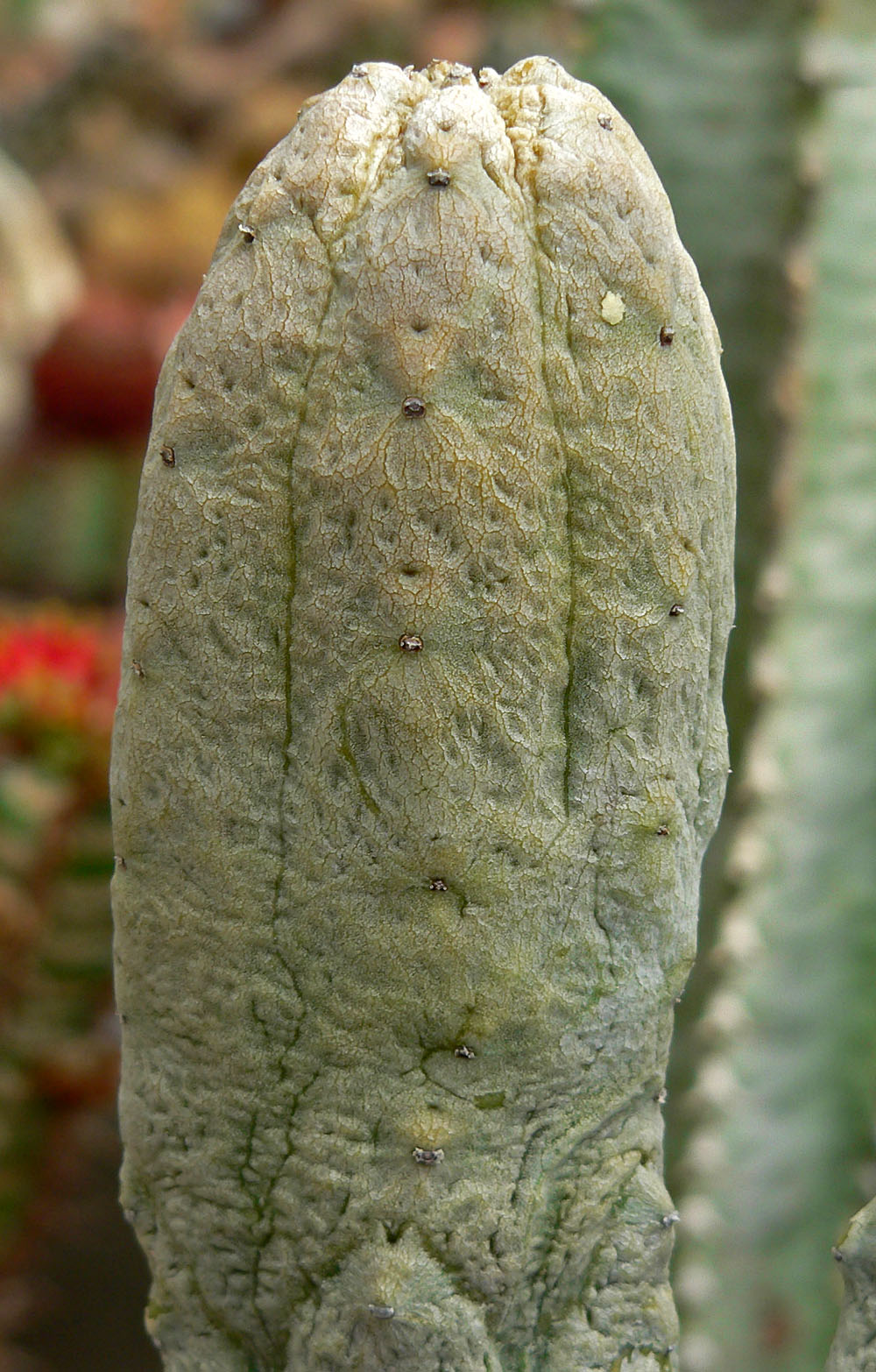
Detalle de la planta

## Descripción
El látex de Euphorbia abdelkuri es tóxico y, por tanto, la planta no es comida por el ganado, por lo que no está bajo ninguna amenaza inmediatamente perceptible, excepto quizás de las recogida de suculentas por entusiastas. Es que no se encuentran en hábitats similares en otros lugares de la isla tal vez lo que sugiere que ha habido una disminución en su grado de propagación.
Que era una vez más abundante es confirmada por Forbes (1903) que presente observaciones de que Euphorbia crece todos los lugartes hasta el lado de Gebal Saleh (donde todavía crece) en cerca de la parte superior de dos tercios (500-1500 pies), el envío de sus hojas tallos como un bosque de velas verdes. Se clasifica como en peligro de extinción en el Libro Rojo de Datos (1977). La población de E. abdelkuri en Abd al Kuri dentro de los límites de un área designada como Santuario de la Naturaleza dentro del plan de zonificación para el Archipiélago de Socotora.
Es una aglutinación columnar de tallos, que alcanzan hasta los 90 cm de altura, sus macizos pueden exceder de 1,5 m de propagación.

## Hábitat
Es endémica de Socotora en Yemen. Su hábitat natural son las áreas rocosas.
Esta notable suculenta es endémica de la isla de Abd al-Kuri, donde menos de 250 individuos maduros se encuentran en un solo lugar que cubren menos de 10 km ².

## Taxonomía
Euphorbia abdelkuri fue descrito por Isaac Bayley Balfour y publicado en Hist. Sokotra: 528 (1903).
Etimología
Ver: Euphorbia Etimología
abdelkuri: epíteto geográfico que se refiere a su localización en Abd al Kuri (Socotora).